# Castelnovo Bariano
Castelnovo Bariano is een gemeente in de Italiaanse provincie Rovigo (regio Veneto) en telt 3082 inwoners (31-12-2004). De oppervlakte bedraagt 37,5 km², de bevolkingsdichtheid is 82 inwoners per km².

## Demografie
Castelnovo Bariano telt ongeveer 1186 huishoudens. Het aantal inwoners daalde in de periode 1991-2001 met 4,8% volgens cijfers uit de tienjaarlijkse volkstellingen van ISTAT.
| Jaar | Inwoneraantal |
| ---- | ------------- |
| 1991 | 3205          |
| 2001 | 3052          |

## Geografie
Castelnovo Bariano grenst aan de volgende gemeenten: Bergantino, Carbonara di Po (MN), Castelmassa, Ceneselli, Giacciano con Baruchella, Legnago (VR), Sermide (MN), Villa Bartolomea (VR).
Adria · Ariano nel Polesine · Arquà Polesine · Badia Polesine · Bagnolo di Po · Bergantino · Bosaro · Calto · Canaro · Canda · Castelguglielmo · Castelmassa · Castelnovo Bariano · Ceneselli · Ceregnano · Corbola · Costa di Rovigo · Crespino · Ficarolo · Fiesso Umbertiano · Frassinelle Polesine · Fratta Polesine · Gaiba · Gavello · Giacciano con Baruchella · Guarda Veneta · Lendinara · Loreo · Lusia · Melara · Occhiobello · Papozze · Pettorazza Grimani · Pincara · Polesella · Pontecchio Polesine · Porto Tolle · Porto Viro · Rosolina · Rovigo · Salara · San Bellino · San Martino di Venezze · Stienta · Taglio di Po · Trecenta · Villadose · Villamarzana · Villanova Marchesana · Villanova del Ghebbo
1. ↑  https://demo.istat.it/?l=it.